# Il mucchio selvaggio (banditi)

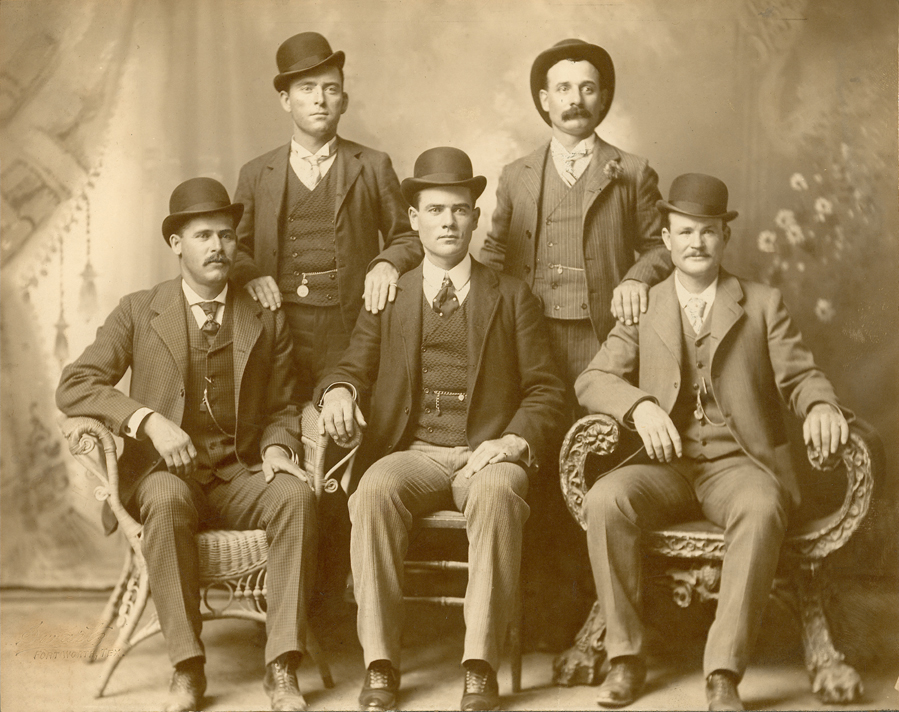
In prima fila da sinistra a destra: Harry Longabaugh (più noto come Sundance Kid), Ben Kilpatrick (più noto come The Tall Texan) e Robert Leroy Parker (più noto come Butch Cassidy); in piedi, da sinistra a destra: William Carver e Harvey Logan (più noto come Kid Curry); fotografia scattata a Fort Worth, in Texas, nel 1900.

Il mucchio selvaggio (in inglese The Wild Bunch) era un gruppo organizzato di criminali operante alla fine del XIX secolo negli stati occidentali degli Stati Uniti a partire dal loro covo posto in una remota zona del Wyoming chiamata Hole-in-the-Wall (Buco nel muro). La banda era capeggiata da Butch Cassidy e comprendeva i suoi amici Elzy Lay, Sundance Kid, Ben "the Tall Texan" Kilpatrick, William "News" Carver, Orlando Camilla "Deaf Charley" Hanks, Laura Bullion, George "Flat-Nose" Curry, Kid Curry e Bob Meeks, e si specializzò nelle rapine e nei furti ai treni.

## Storia
La banda affermava di fare di tutto per rubare senza uccidere le persone vittime dei furti, e lo stesso Cassidy sosteneva di non aver mai ucciso un uomo; tuttavia è certo che alcuni membri della gang hanno ucciso numerosi agenti delle forze dell'ordine impegnati nel loro inseguimento dopo i vari colpi compiuti. Al mucchio selvaggio sono state associate anche le due fuorilegge Ann e Josie Bassett, presso il cui ranch i membri del gruppo potevano spesso trovare cavalli freschi e cibo, oltre che un posto sicuro dove nascondersi all'occorrenza.
In pochi anni il mucchio selvaggio derubò banche e treni per decine di migliaia di dollari di allora, diventando estremamente nota in tutto il West.

## La fine del mucchio selvaggio

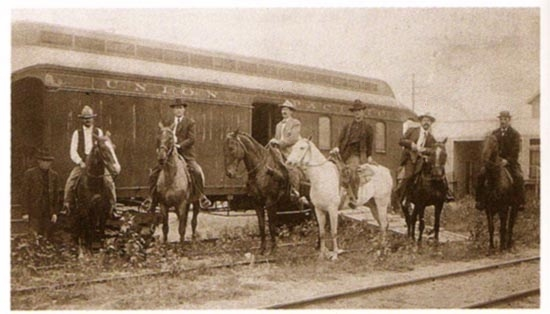
Una squadra di uomini delle forze dell'ordine assemblata per dare la caccia al mucchio selvaggio nel 1900

Agli inizi del 1901 Cassidy sciolse la banda e decise di trasferirsi in Patagonia insieme a Sundance Kid e Etta Place, inseguito sempre più da vicino da agenti della Pinkerton National Detective Agency. Il primo aprile dello stesso anno Will Carver venne ferito in un conflitto a fuoco con le autorità e morì poco dopo a causa di complicazioni. Ben Kilpatrick venne catturato in Tennessee in dicembre e condannato a venti anni di prigione. Kid Curry venne ucciso nel 1904 in un conflitto con uomini delle forze dell'ordine in Colorado. Butch Cassidy e Sundance Kid vennero uccisi nel 1908 in Bolivia in uno scontro con l'esercito locale che li stava inseguendo dopo altre rapine compiute in Sudamerica.

## Filmografia
- Butch Cassidy, film del 1969 diretto da George Roy Hill.